# Aglaeactis pamela
El colibrí negrito, colibrí negro de lomo verde o rayo de sol boliviano (Aglaeactis pamela), es una especie de ave apodiforme de la familia Trochilidae (los colibríes) perteneciente al género Aglaeactis. Es endémico de las yungas de Bolivia.

## Distribución y hábitat

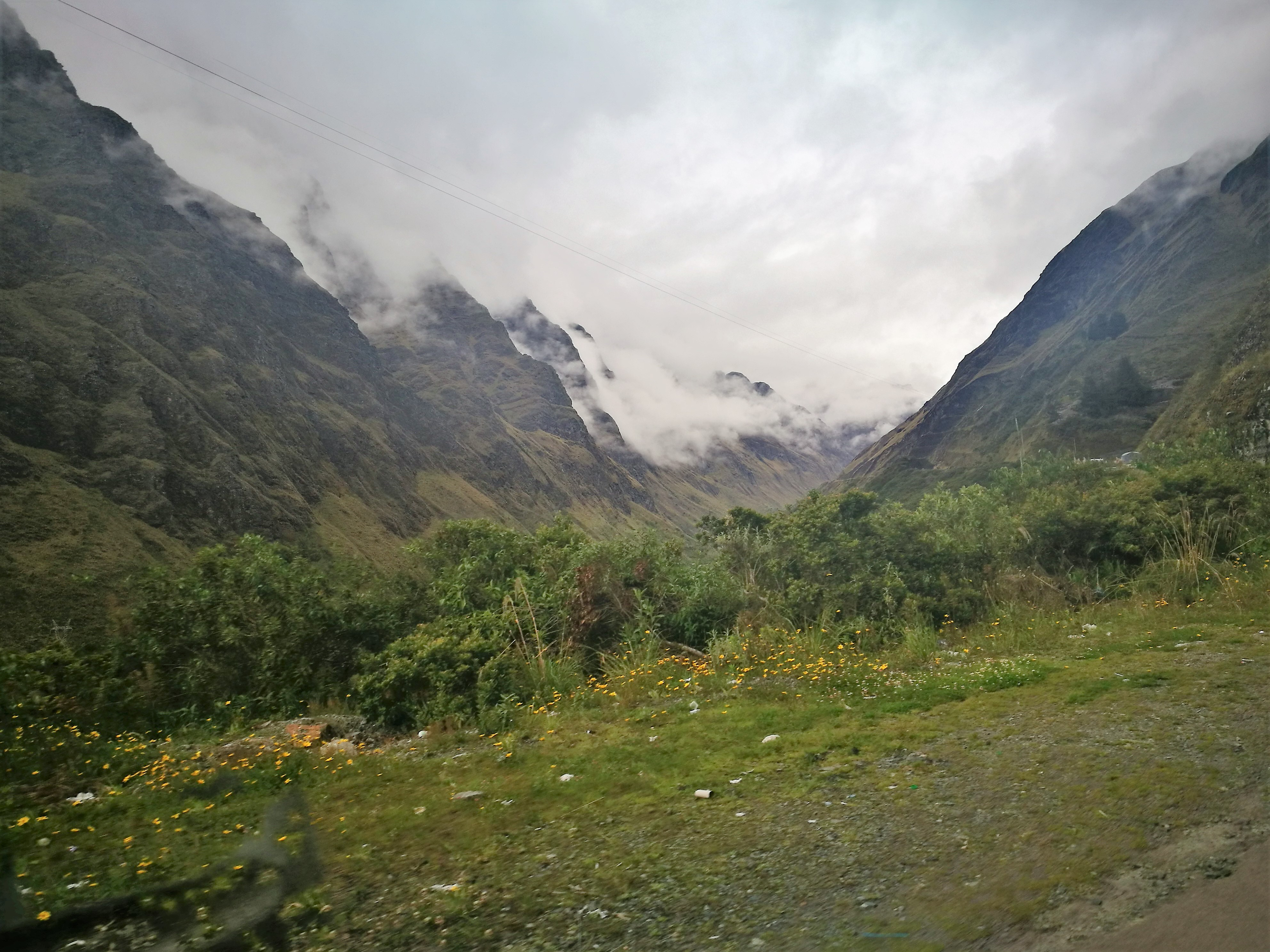
Yungas en Coroico, La Paz, ejemplo de hábitat de la especie.

Se encuentra únicamente en los Andes del noroeste de Bolivia, en los departamentos de La Paz, Cochabamba y oeste de Santa Cruz.
Esta especie es considerada poco común y de distribución fragmentada en sus hábitats naturales: los bosques montanos húmedos (yungas y los matorrales montanos húmedos a semi-húmedos; en altitudes entre 2500 y 4200 m, aunque hay registros más bajo, hasta los 1800 m.

## Descripción
Mide alrededor de 12 cm de longitud y pesa unos 5 g. Su pico es corto y recto. Plumaje del macho mayormente negro terciopelado con obispillo y espalda inferior azul-verde brillante, puntos blancos en la parte central del pecho, y un punto postocular pequeño y blanco. Cola bifurcada castaño-rufa con orillas anchas de negro-bronceado. Cloaca rufa. La hembra es parecida al macho, pero con colores más apagados.

## Sistemática

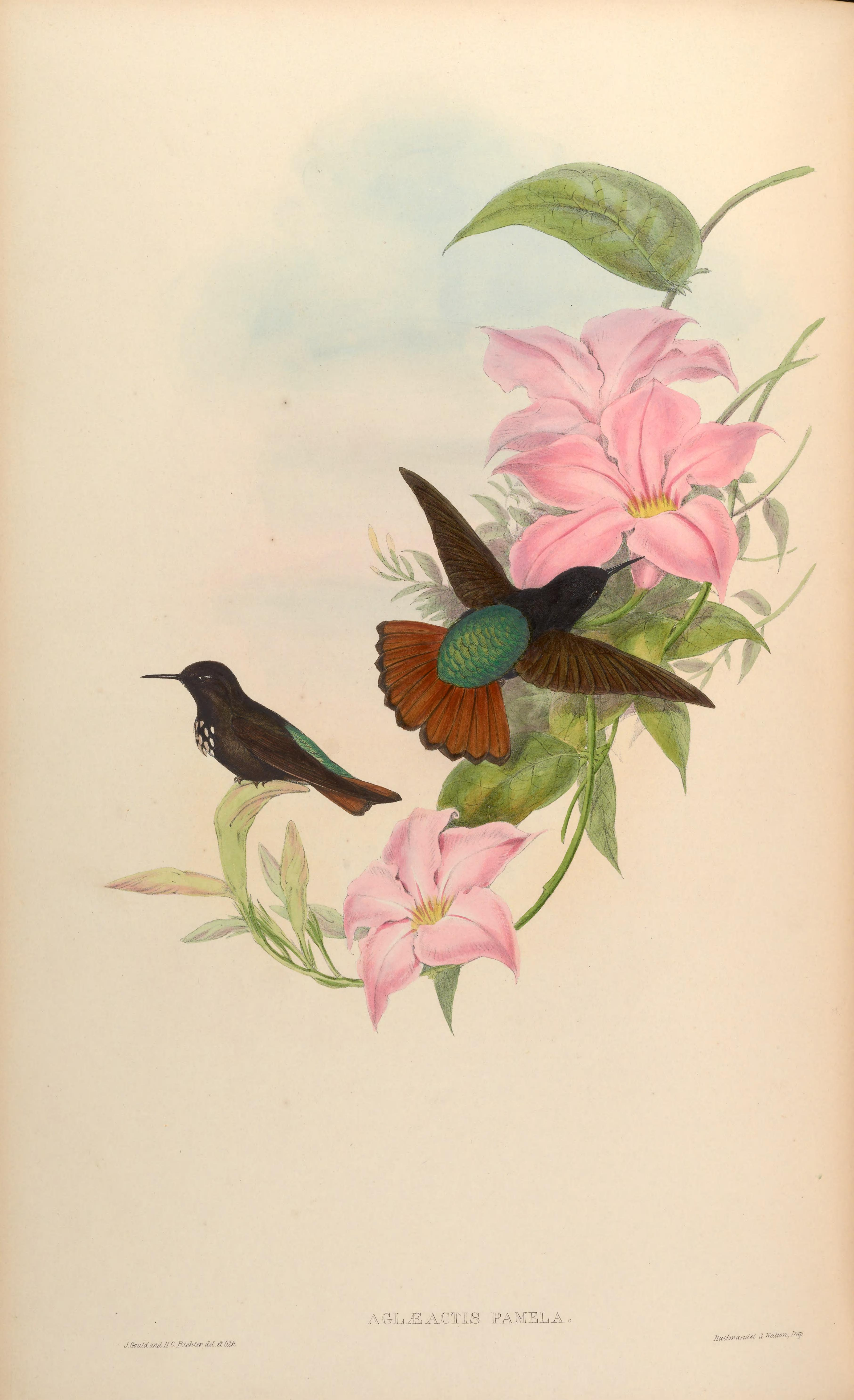
Aglaeactis pamela, ilustración de Gould y Richter en A monograph of the Trochilidae, or family of humming-birds 3, 1861.

### Descripción original
La especie A. pamela fue descrita por primera vez por el ornitólogo francés Alcide d'Orbigny en 1838 bajo el nombre científico Ornismya pamela; su localidad tipo es: «Yungas, Bolivia».

### Etimología
El nombre genérico femenino «Aglaeactis» es una combinación de las palabras del griego «aglaia» que significa ‘esplendor’, y «aktis» que significa ‘rayo de sol’; y el nombre de la especie «pamela», proviene del griego «pammelas» que significa ‘todo negro’.

### Taxonomía
Es monotípica.